# Марсиане (группа учёных)
«Марсиане» (англ. The Martians) — шутливое название группы венгерских учёных еврейского происхождения (в основном, физиков и математиков), иммигрировавших в США в первой половине XX века и прославившихся там своими разработками. К этой группе учёных относятся такие деятели науки, как Теодор фон Карман, Джон фон Нейман, Пол Халмош, Юджин Вигнер, Эдвард Теллер, Дьёрдь Пойа, Денеш Габор и Пал Эрдёш. Название для группы придумал американский физик венгерско-еврейского происхождения Лео Силард, также себя причислявший к «марсианам» — в шутку он заявил, что именно в Венгрии высадились пришельцы с Марса. В ответ на вопрос о том, почему нет доказательств наличия внеземных цивилизаций при вероятности их существования, Силард всегда отвечал, что инопланетяне уже давно на Земле и «называют себя венграми».

## Происхождение наименования
Во время преследования евреев в межвоенные годы и годы Второй мировой войны многие евреи из Германии и Венгрии уехали в США. Они участвовали в разработках нового вооружения для США (в том числе и атомной бомбы). Эти учёные говорили на английском с ярко выраженным акцентом, с каким говорил и актёр Бела Лугоши, но их вклад в развитие американского общества был значительным. Современники говорили, что венгерские учёные обладали развитым интеллектом, говорили практически на непонятном языке, а их родиной была относительно небольшая страна. Вследствие этого их стали называть «марсианами», что учёные приняли с должным чувством юмора.
Согласно этой шутке, венгерские учёные были потомками разведывательных сил Марса, которые якобы приземлились в Будапеште на стыке XIX и XX веков и от которых женщины зачали детей. Однако марсиане, посчитав планету непригодной для исследований и жизни, покинули вскоре Землю. Родившиеся якобы от марсиан дети позднее уехали в Америку. Эту легенду старательно поддерживал Джон фон Нейман благодаря ряду фактов:
- родные города учёных находились достаточно близко к месту высадки марсиан;
- входившие в группу «марсиан» учёные быстро поднялись по карьерной лестнице;
- эти учёные активно интересовались физикой и химией, к которым, возможно, не меньший интерес проявляли и марсиане.

Дьёрдь Маркс в книге «Марсиане» писал:

— […] Вселенная — огромная, содержит мириады звёзд, и многие из них не похожи на наше Солнце. Вокруг многих из этих звёзд, возможно, вращаются планеты. Какая-то часть этих планет содержит жидкую воду на своей поверхности и газообразную атмосферу. Исходящая от звезды энергия приводит к синтезу органических веществ, превращает океан в тонкий, мягкий густой туман. Эти химические вещества соединяются друг с другом и создают систему самопроизводства. Простейшие живые организмы размножаются, эволюционируют в ходе естественного отбора и становятся более сложными, пока не появятся по-настоящему мыслящие существа. Далее последуют цивилизация, наука и технология. И в поисках новых миров они отправятся на соседние планеты, а затем планеты у соседних звёзд. И они расселятся по всей галактике. И эти исключительно развитые люди уж точно не проглядят такое прекрасное место, как наша Земля.
— Итак, — Ферми подошёл к решающему вопросу, — если всё это произошло, то они уже наверняка прибыли сюда. Так где же они?
Именно Лео Силард, человек с дьявольским чувством юмора, дал идеальный ответ парадоксу Ферми:
— Они среди нас, — ответил он, — а называют себя венграми.
Оригинальный текст (англ.)The universe is vast, containing myriads of stars, many of them not unlike our Sun. Many of these stars are likely to have planets circling around them. A fair fraction of these planets will have liquid water on their surface and a gaseous atmosphere. The energy pouring down from a star will cause the synthesis of organic compounds, turning the ocean into a thin, warm soup. These chemicals will join each other to produce a self-reproducing system. The simplest living things will multiply, evolve by natural selection and become more complicated till eventually active, thinking creatures will emerge. Civilization, science, and technology will follow. Then, yearning for fresh worlds, they will travel to neighboring planets, and later to planets of nearby stars. Eventually they should spread out all over the Galaxy. These highly exceptional and talented people could hardly overlook such a beautiful place as our Earth. - "And so, " - Fermi came to his overwhelming question, - "if all this has been happening, they should have arrived here by now, so where are they ? " - It was Leo Szilard, a man with an impish sense of humor, who supplied the perfect reply to the Fermi Paradox: - "They are among us," - he said, - "but they call themselves Hungarians."

Когда об этом спросили Эдварда Теллера, то он разволновался и ответил, что якобы Теодор фон Карман мог выдать эту тайну.